# Софора японська (Заліщики)
Софо́ра япо́нська — ботанічна пам'ятка природи місцевого значення в Україні. Розташована в місті Заліщики Тернопільської області, в північній частині Заліщицького парку.
Площа 0,01 га. Статус отриманий у 1972 році.
Під охороною — софора японська зі стовбуром покрученої чудернацької форми.